# BM Enterprises
BM Enterprises war ein US-amerikanischer Hersteller von Automobilen.

## Unternehmensgeschichte
Das Unternehmen hatte seinen Sitz in Petaluma in Kalifornien. Im Jahre 1985 stellte es Automobile und Kit Cars her. Der Markenname lautete BM, evtl. mit dem Zusatz Enterprises.  Eine Quelle gibt an, dass Teile für ein Modell von GP aus England bezogen wurden.

## Fahrzeuge
Im Angebot standen Nachbildungen von britischen Rennsportwagen und des Porsche 718. Ein Fahrgestell von Volkswagen bildete die Basis mancher Fahrzeuge. Außerdem ist der Ford Pinto als Basis überliefert.